# Quadripartite orthodoxe
La Quadripartite Orthodoxe (aussi appelée la Quadripartite ou le Groupe de Varna) est un groupe informel réunissant quatre pays d’Europe centrale et Balkanique : la Serbie, la Grèce, la Bulgarie et la Roumanie. Ces pays ont tous une population à plus de 80 % chrétiens orthodoxe, d'où une forte proximité culturelle et le nom du groupe. Trois sont membres de l'OTAN et de l'UE ; seule la Serbie n'en fait pas partie. La population de la Quadripartite s’élève à 44 millions d'habitants. Les réunions de la Quatripartite sont organisées tous les trois mois et dans un pays hôte différent.

## Politique de la Quadripartite